# Kool Shen
Kool Shen, właściwie Bruno Lopes (ur. 9 lutego 1967 w Saint-Denis) – francuski raper portugalskiego pochodzenia aktywny na scenie muzycznej od 1989 roku. Członek formacji IV My People i duetu Suprême NTM. Poza muzyką, Lopes zajmował się także graffiti i tańczył breakdance'a. Uważany za jednego z pionierów hip-hopu w swoim kraju.
Od najmłodszych lat Lopes interesował się sportem. Jego ojciec i brat byli piłkarzami. Najpierw trenował w dziecięcym klubie. Pierwszą ofertę trenowania w RC Lens otrzymał w wieku 14 lat. Jednak odmówił tłumacząc się, że nie chce być z dala od rodzinnego domu. W tamtym czasie zainteresował się kulturą hip-hopową, w tym graffiti i breakdancem. Poznał Joey Starra z którym zaczął rapować. To z nim w 1988 roku założył duet Suprême NTM.

## Dyskografia
- Dernier Round (2004)
- Dernier Round au Zénith (2005, album koncertowy)
- Crise de Conscience (2009)